# Phyllanthus oaxacanus
Phyllanthus oaxacanus là một loài thực vật có hoa trong họ Diệp hạ châu. Loài này được Brandegee miêu tả khoa học đầu tiên năm 1915.